# 部分參考圖像質量評估
部分參考圖像質量評估（英語：Reduced Reference Image Quality Assessment，RR-IQA）是一個擁在有理想質量參考圖像的部分特徵信息的狀況下，和測試圖像比較分析，從而獲得測試圖像的質量評估結果的方法。由於部分參考質量評估依賴圖像的部分特徵，與圖像整體相比，資料量下降許多，故目前主要應用於圖像傳輸系統中。